# 宜蘭縣公共圖書館列表
宜蘭縣公共圖書館列表，宜蘭縣的公共圖書館，隸屬宜蘭縣政府。

## 宜蘭縣縣圖書館列表
本條目列出的是宜蘭縣的圖書館列表:
- 宜蘭縣政府文化局圖書館
- 宜蘭縣宜蘭市立圖書館
- 宜蘭縣羅東鎮立圖書館
- 宜蘭縣蘇澳鎮立圖書館
- 宜蘭縣頭城鎮立圖書館
- 宜蘭縣礁溪鄉立圖書館
- 宜蘭縣壯圍鄉立圖書館
- 宜蘭縣員山鄉立圖書館
- 宜蘭縣冬山鄉立圖書館
- 宜蘭縣五結鄉立圖書館
- 宜蘭縣三星鄉立圖書館
- 宜蘭縣大同鄉立圖書館
- 宜蘭縣南澳鄉立圖書館